# David Gomes
David Alexandre Tavares Gomes, mais conhecido por David Gomes (Barreiro, 7 de Outubro de 1996) é um cantor e ator português.

## Biografia
A sua carreira musical iniciou-se em 2009, com a participação na 2ª edição do programa da TVI, Uma Canção para Ti, que venceu. Voltou a ganhar a Finalíssima desse mesmo programa, que juntou também o vencedor da 1ª edição, Miguel Guerreiro.  Nesse mesmo ano participou na turne chamada "Uma Canção para Ti" , que juntou vários ex-concorrentes do programa .
Foi um dos vencedores do concurso Biggs Talent (2013), que serviu para criar a boys band Like Us , numa parceria entre a Universal Music e a Dreamia . O lançamento do primeiro álbum de estúdio aconteceu em 2014, ano em que atuaram em várias cidades do País . O grupo conta com mais de 3 milhões de visualizações no seu canal de Youtube.
Em 2016, participou na 4ª edição do concurso The Voice Portugal, alcançando mais de 13 milhões de visualizações em Youtube na sua Prova Cega, com a música Crazy in Love de Beyoncé. Depois de ser eliminado no Tira-teimas, foi respescado pelo público para estar nas galas em direto .
Em 2017, participou no Festival RTP da Canção 2017 com a música My Paradise, tendo atuado na segunda semi-final .
Teve também várias experiências na área da representação. Estreou-se no papel de Nuno na novela da TVI, Mar de Paixão (2010) . Desde então tem vindo a somar novas experiências nessa área, fazendo parte do elenco adicional das séries/telenovelas portuguesas da RTP, Água de Mar (2014) como Wilson , e Mulheres Assim (2016), como André, e do elenco do filme português, O Fim da Inocência (2017), como Ângelo.. Já em 2018, teve a oportunidade de fazer a sua estreia em teatro, com a peça Clamoris , como Willie.

## Discografia
Álbuns de estúdio
- Like Us (2014)

- Like Us Special Edition (2015)

Singles
- My Paradise (2017)
- Tempo Perdido
- Lusco-Fusco

## Turnés
- Um Canção para Ti ao vivo (2009)

- Like Us (2014)

- 1 em 1 Milhão Tour (Anselmo Ralph) - back vocals (2018)
- Turné 2022 (Mickael Carreira) - back vocals (2022)
- 10 anos carreira tuor (David Carreira) - back vocals (2022)

## Representação
- Novela Mar de Paixão (2010) - Nuno Rosado

- Série Água de Mar (2014) - Wilson

- Série Mulheres Assim (2016) - André

- Filme O Fim da Inocência (2017) - Ângelo

- Peça Clamoris (2018) - Willie
- Severa - Teatro Politeama (2019/2020)
- Rainha da Neve - Teatro Politeama (2019/2020)
- Pequena Sereia  - Teatro Politeama (2021/2022)
- Nuvem - Teatro Trindade (2022/2023)